# Qijin
Qijin (chiń. upr. 旗津区; chiń. trad. 旗津區; pinyin Qíjīn qū; Wade-Giles Ch’i-chin ch’ü) – dzielnica (chiń. 區, qū) w rejonie miejskim miasta wydzielonego Kaohsiung na Tajwanie. 
23 czerwca 2009 komitet przy Ministrze Spraw Wewnętrznych Republiki Chińskiej zarekomendował scalenie dotychczasowego powiatu Kaohsiung (chiń. trad. 高雄縣; pinyin Gāoxióng xiàn) i miasta wydzielonego Kaohsiung (chiń. trad. 高雄直轄市; pinyin Gāoxióng zhíxiáshì) w jedno miasto wydzielone. Dotychczasowe dzielnice miejskie (chiń. 區, qū), jak Gushan, zachowały po scaleniu swój dotychczasowy status. Ustawa weszła w życie 25 grudnia 2010 roku.
Populacja dzielnicy Qijin w 2016 roku liczyła 28 898 mieszkańców – 13 944 kobiety i 14 954 mężczyzn. Liczba gospodarstw domowych wynosiła 11 112, co oznacza, że w jednym gospodarstwie zamieszkiwało średnio 2,6 osób.

## Demografia (2011–2016)
| Rok  | Liczba ludności | Gęstość zaludnienia | Kobiety | Mężczyźni | Gospodarstwa domowe |
| ---- | --------------- | ------------------- | ------- | --------- | ------------------- |
| 2011 | 29 781          | 20 343              | 14 345  | 15 436    | 10 993              |
| 2012 | 29 468          | 20 129              | 14 182  | 15 286    | 10 988              |
| 2013 | 29 040          | 19 837              | 14 020  | 15 020    | 10 962              |
| 2014 | 28 958          | 19 781              | 13 948  | 15 010    | 10 954              |
| 2015 | 29 008          | 19 815              | 13 965  | 15 043    | 11 054              |
| 2016 | 28 898          | 19 740              | 13 944  | 14 954    | 11 112              |

## Zabytki i atrakcje turystyczne
- Fort Qihou